# James E. Martine
James Edgar Martine, född 25 augusti 1850 i New York, New York, död 26 februari 1925 i Miami, Florida, var en amerikansk demokratisk politiker. Han representerade delstaten New Jersey i USA:s senat 1911-1917.
Martine flyttade 1857 med sina föräldrar till New Jersey. Han kandiderade i kongressvalet 1906 utan framgång till USA:s representanthus. Han efterträdde 1911 John Kean som senator för New Jersey. Han efterträddes sex år senare av Joseph Sherman Frelinghuysen.
Martines grav finns på Hillside Cemetery i Scotch Plains i Union County.